# Aliann Pompey
Aliann Pompey (Aliann Tabitha Omalara Pompey; * 9. März 1978 in Georgetown) ist eine guyanische Sprinterin, die sich auf den 400-Meter-Lauf spezialisiert hat.
2000 wurde sie für das Manhattan College startend NCAA-Hallenmeisterin. Bei den Olympischen Spielen 2000 in Sydney schied sie im Vorlauf aus, und bei den Weltmeisterschaften 2001 in Edmonton erreichte sie das Halbfinale.
2002 siegte sie bei den Commonwealth Games in Manchester. Im Jahr darauf gewann sie Bronze bei den Panamerikanischen Spielen in Santo Domingo, kam aber bei den Weltmeisterschaften in Paris/Saint-Denis nicht über die erste Runde hinaus. 2004 gelangte sie bei den Olympischen Spielen in Athen ins Halbfinale.
Nach einem Vorrunden-Aus bei den Weltmeisterschaften 2005 in Helsinki drang sie bei den Weltmeisterschaften 2007 in Osaka, bei den Olympischen Spielen 2008 in Peking und bei den Weltmeisterschaften 2009 in Berlin jeweils ins Halbfinale vor.
2010 wurde sie Fünfte bei den Hallenweltmeisterschaften in Doha und holte jeweils Silber bei den Zentralamerika- und Karibikspielen in Mayagüez und bei den Commonwealth Games in Delhi. Bei den Weltmeisterschaften 2011 in Daegu scheiterte sie in der ersten Runde, bei den Olympischen Spielen 2012 in London erreichte sie erneut das Halbfinale.

## Bestzeiten
- 200 m: 23,33 s, 12. Juli 2004, Patras
  - Halle: 23,69 s, 12. Februar 2010, Boston
- 400 m: 50,71 s, 16. August 2009, Berlin
  - Halle: 51,83 s, 26. Februar 2010, New York City